# 155. strelska divizija (ZSSR)
155. strelska divizija (izvirno rusko 155. стрелковая дивизия; kratica 155. SD) je bila strelska divizija Rdeče armade v času druge svetovne vojne.

## Zgodovina
Divizija je bila ustanovljena leta 1939 in bila uničena oktobra 1941 v Brjansku. Ponovno je bila ustanovljena januarja 1942 v Moskvi s preoblikovanjem 4. moskovske domobranske strelske divizije.